# Sympegma
Sympegma là chi thực vật có hoa trong họ Amaranthaceae.